# Ebrulf Zuber
Ebrulf Zuber (* 28. März 1920 in Petersburg, Tschechoslowakei; † 2005) war ein deutscher Offizier der Waffen-SS, Mitarbeiter der Organisation Gehlen und später Erster Direktor des Bundesnachrichtendienstes.

## Leben

### Kindheit und Jugend
Zuber war Sohn eines deutschen Gutsverwalters. 1939 machte er sein Abitur am Gymnasium im Karlsbad. Zuber betätigte sich in völkischen Verbänden und wurde infolge des nach dem Münchener Abkommens in das nationalsozialistische Deutsche Reich eingegliederte Sudetenland Funktionär der Hitler-Jugend. Neben seiner seit 1938 bestehenden Mitgliedschaft in der SS (SS-Nr. 376.935) trat Zuber auch noch im selben Jahr der NSDAP bei (Mitgliedsnummer 6.435.101).

### Waffen-SS
Während des Zweiten Weltkrieges gehörte er ab 1940 der 1. SS-Panzer-Division Leibstandarte SS Adolf Hitler (Waffen-SS) an. In diesem Zusammenhang hatte er die SS-Junkerschule in Braunschweig besucht und wurde Ausbilder. Nach einem Unfall folgte 1941 ein Lazarettaufenthalt. Danach wurde er bei der Germanischen Leitstelle des SS-Hauptamtes eingesetzt, um Belgier und Niederländer für die Waffen-SS zu rekrutieren. 1942 ging er als Referent in das SS-Hauptamt (Amt IV) nach Berlin. Ende 1943 wurde er kurzzeitig im SS-Hauptamt in der Abteilung Wehrersatzwesen eingesetzt. Später folgte sein Einsatz bei der Panzergrenadier-Division Nordland. Gegen Kriegsende war er Kompanieführer eines Panzerkorps der Waffen-SS. Er wurde ab Oktober 1944 Adjutant von General Felix Steiner und ab Ende 1944 an der Ostfront und zuletzt während der Schlacht um Berlin eingesetzt. 1943 wurde er zum SS-Obersturmführer befördert.

### Organisation Gehlen und BND
Nach dem Krieg geriet er in sowjetische Kriegsgefangenschaft und kam im September 1946 in die amerikanische Besatzungszone, wo er ebenfalls interniert wurde. Dort gehörte er nach seiner Entlassung aus der Internierung ab 1947 der Organisation Gehlen an und unter anderem war zunächst für im Bereich Beschaffung tätig. Durch seine Arbeit für die O. G. entging er einem Entnazifizierungsverfahren. Die Organisationseinheit 85 empfahl später seine Weiterbeschäftigung ohne Auflagen. In den 1960er Jahren begann sein Aufstieg innerhalb des BND, u. a. als Unterabteilungsleiter DDR. Ab 1963 leitete er die Abteilung Operative Sicherheit. 1970 wurde Zuber Erster Direktor des BNDs. Ende März 1985 wurde Zuber pensioniert.